# Diekbek
El Diekbek (en baix alemany Diekbeek) és un afluent del riu Alster a Alemanya. Neix a la confluència del Tangstedter Graben i del Wittmoorgraben al barri de Duvenstedt al districte de Wandsbek a Hamburg Desemboca al 'Alster a l'est del mateix nucli.

## Afluents principals
- Wittmoorgraben
- Tangstedter Graben
- Mesterbrooksgraben

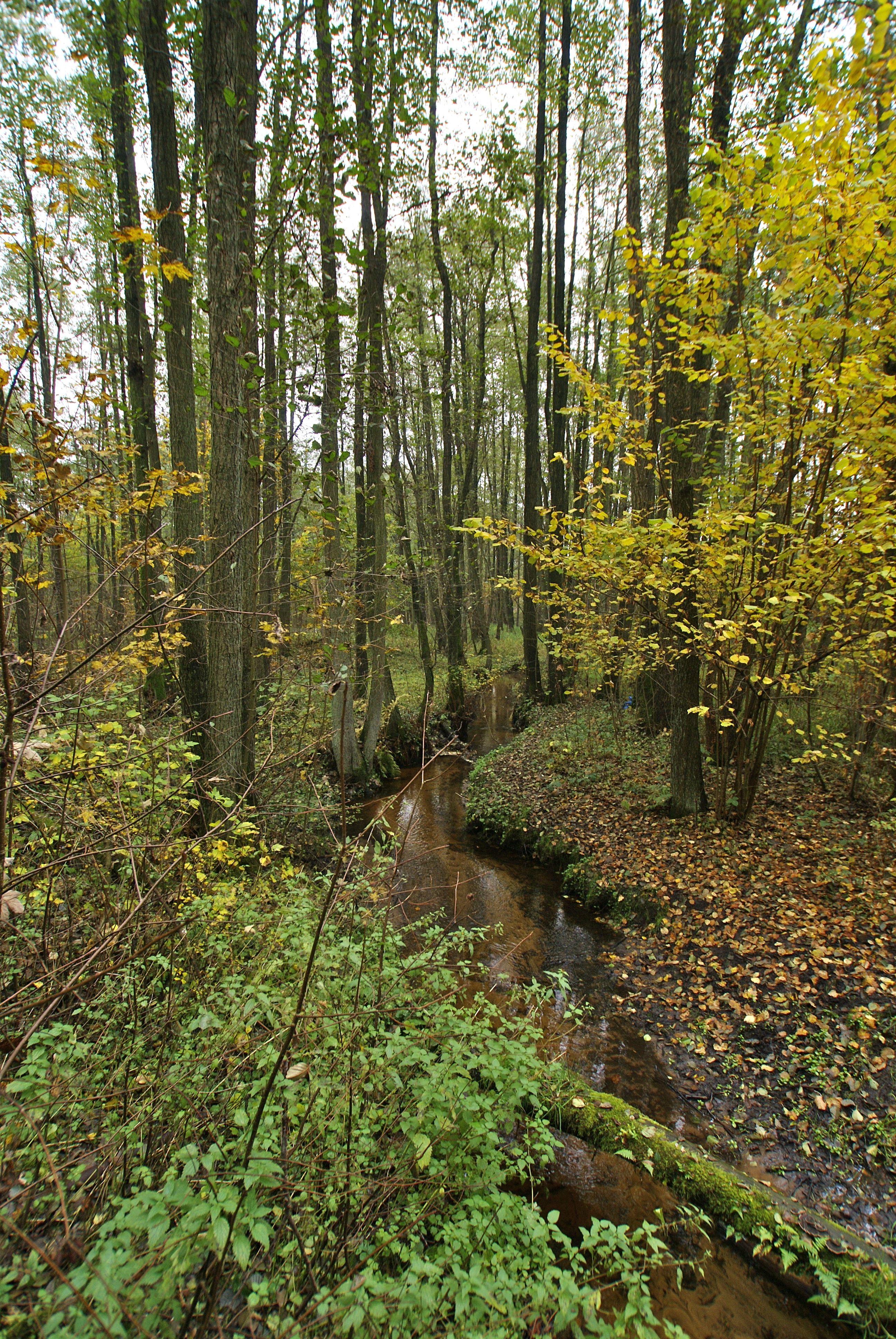
El riu a prop del desembocadament amb l'Alster
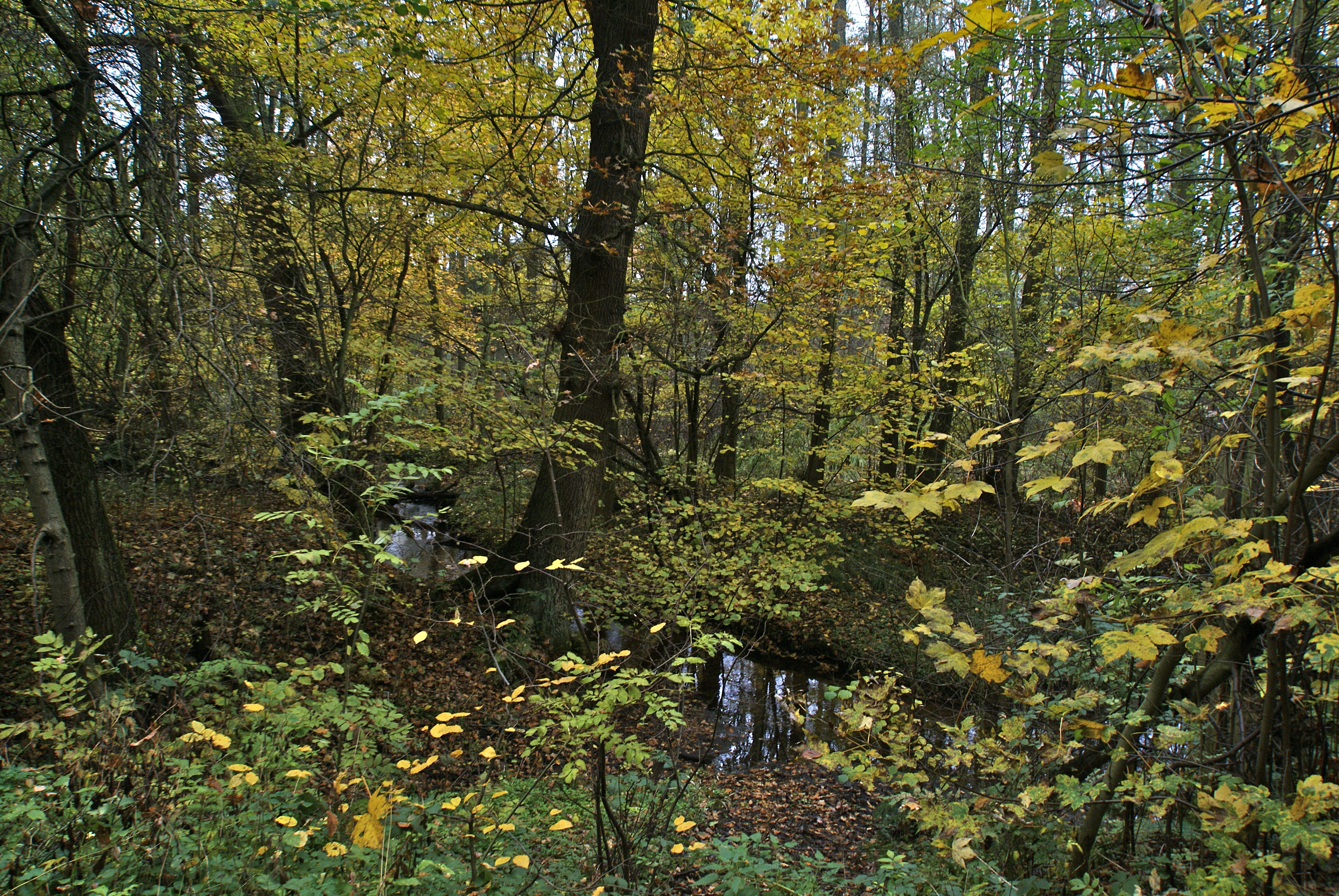
El Diekbek al centre de Duvenstedt
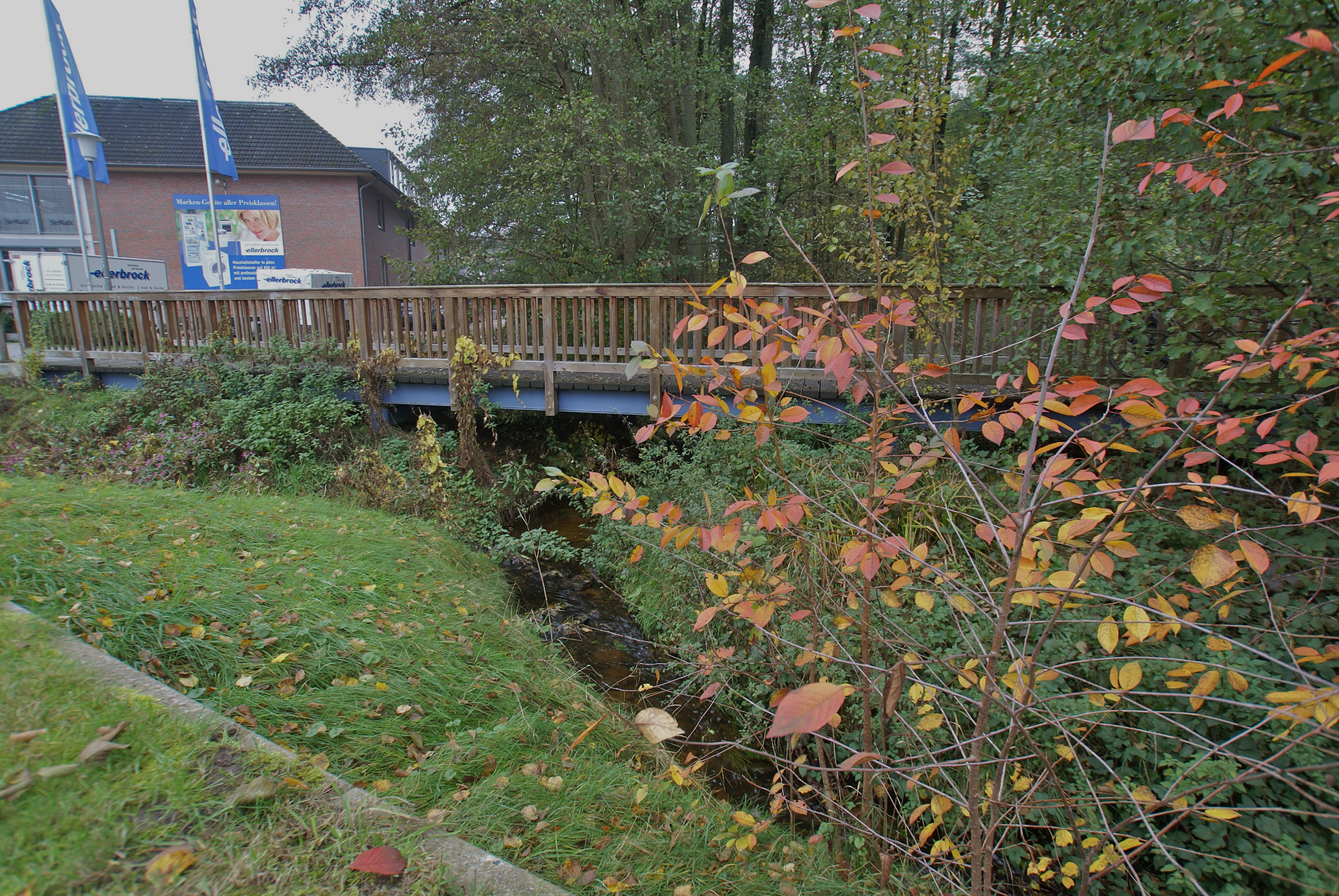
Confluència del Wittmoorgraben i del Diekbek a Duvenstedt
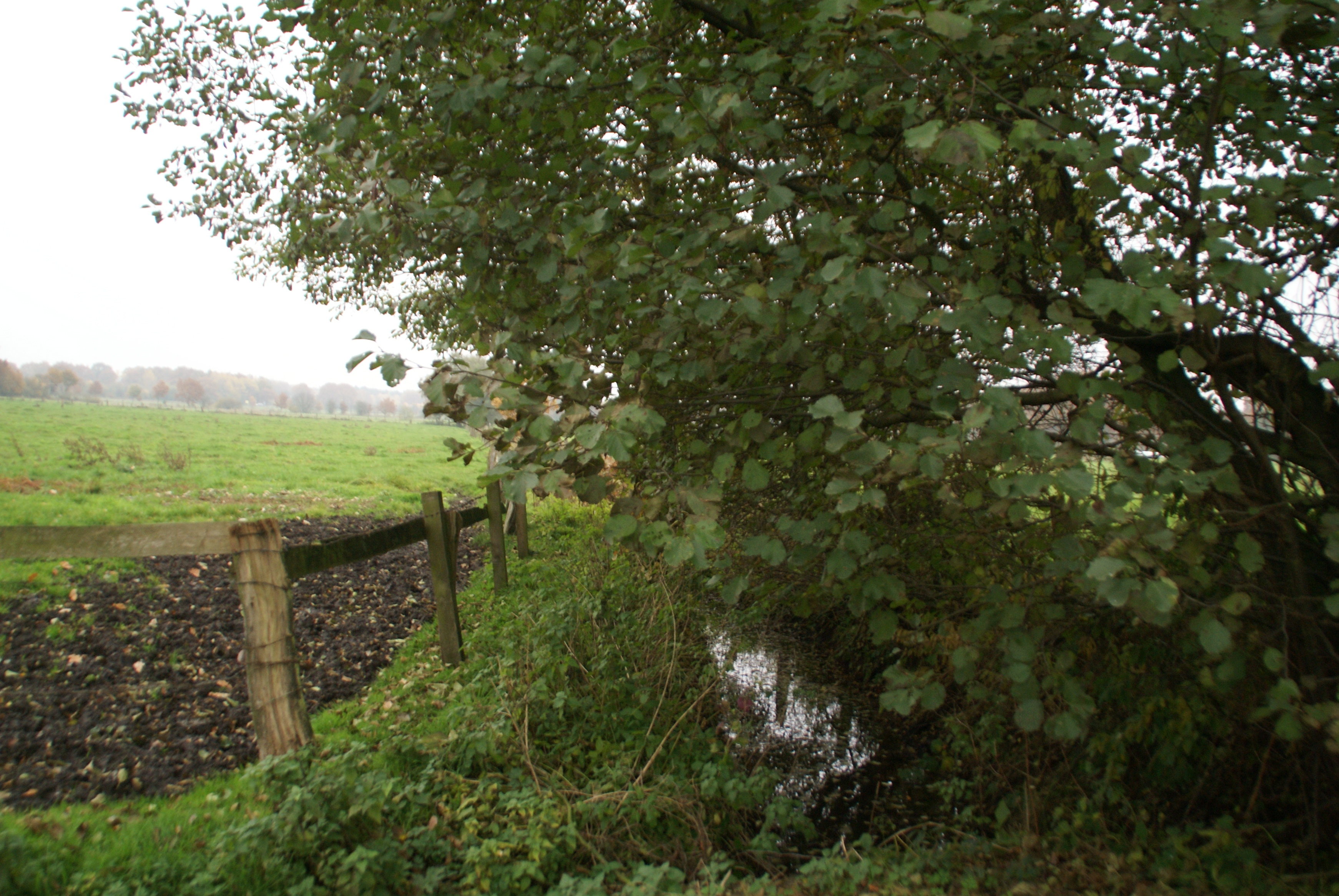
Tangstedter Graben a Tangstedt